# Serie A1 1961/62
Die Saison 1961/62 war die 28. Spielzeit der Serie A1, der höchsten italienischen Eishockeyspielklasse. Meister wurde zum insgesamt fünften Mal in der Vereinsgeschichte SG Cortina.

## Serie A

### Modus
Die vier Mannschaften absolvierten in der Hauptrunde jeweils zwölf Spiele. Der Erstplatzierte der Hauptrunde wurde Meister. Für einen Sieg erhielt jede Mannschaft zwei Punkte, bei einem Unentschieden gab es einen Punkt und bei einer Niederlage null Punkte.

### Hauptrunde
|    | Klub              | Sp | S  | U | N  | Tore  | Punkte |
| -- | ----------------- | -- | -- | - | -- | ----- | ------ |
| 1. | SG Cortina        | 12 | 10 | 1 | 1  | 68:29 | 21     |
| 2. | HC Diavoli Milano | 12 | 6  | 2 | 4  | 36:41 | 14     |
| 3. | HC Bozen          | 12 | 5  | 2 | 5  | 49:39 | 12     |
| 4. | HC Ortisei        | 12 | 0  | 1 | 11 | 12:56 | 1      |

## Serie B

### Gruppe A
|    | Klub             | Sp | S | U | N | Tore  | Punkte |
| -- | ---------------- | -- | - | - | - | ----- | ------ |
| 1. | SSV Bozen        | 10 | 7 | 0 | 3 | 50:16 | 14     |
| 2. | Latemar Bolzano  | 10 | 6 | 0 | 4 | 49:42 | 12     |
| 3. | Amatori Cortina  | 10 | 5 | 0 | 5 | 49:32 | 10     |
| 4. | HC Torino        | 10 | 5 | 0 | 5 | 35:35 | 10     |
| 5. | Amatori Milan    | 10 | 5 | 0 | 5 | 31:39 | 10     |
| 6. | Ambrosiano Milan | 10 | 2 | 0 | 8 | 16:66 | 4      |

### Gruppe B
|    | Klub              | Sp | Punkte | Torv. |
| -- | ----------------- | -- | ------ | ----- |
| 1. | HC Alleghe        | 6  | 10     | +19   |
| 2. | HC Bruneck        | 6  | 10     | +15   |
| 3. | Pieve di Cadore   | 6  | 3      |       |
| 4. | Amatori HC Agordo | 6  | 1      |       |

### Gruppe C
|    | Klub                | Sp | Punkte |
| -- | ------------------- | -- | ------ |
| 1. | US Latemar Cavalese | 6  | 10     |
| 2. | SC Renon            | 6  | 6      |
| 3. | Stufan Ortisei      | 6  | 4      |
| 4. | HC Asiago           | 6  | 4      |

### Finalturnier
Das Finalturnier wurde am 11. und 18. Februar 1962 in Cortina d’Ampezzo ausgespielt.
- HC Alleghe – HC Latemar Cavalese 6:2

Finale
- SSV Bozen – HC Alleghe 8:3 (4:0, 4:3, 0:0)

Damit gewann der Südtiroler Sportverein Bozen die Meisterschaft der Serie B und stieg in die Serie A auf.
Meistermannschaft SSV BozenRobert Gamper – Siegfried Dell’Antonio, Alfons Zelger, Conrad Egger – Günther Twerdek, Klaus Zelger, Christoph Oberrauch – Heinrich Zanon, Robert Walduga, Norbert Barchetti – Robert Bazzanella

## Meistermannschaft
Enrico Benedetti – Alberto Da Rin – Gianfranco Da Rin – Paolo De Zanna – Bruno Frison – Paolo Gaspari – Ivo Ghezze – Giuseppe Lorenzi – Francesco Macchietto – Silvano Marzenta – Giulio Oberhammer – Carmine Tucci – Giulio Verocai – Giuseppe Zandegiacomo